# Aphaenogaster fulva
Aphaenogaster fulva är en myrart som beskrevs av Julius Roger 1863. Aphaenogaster fulva ingår i släktet Aphaenogaster och familjen myror.

## Underarter
Arten delas in i följande underarter:
- A. f. azteca
- A. f. fulva

## Bildgalleri

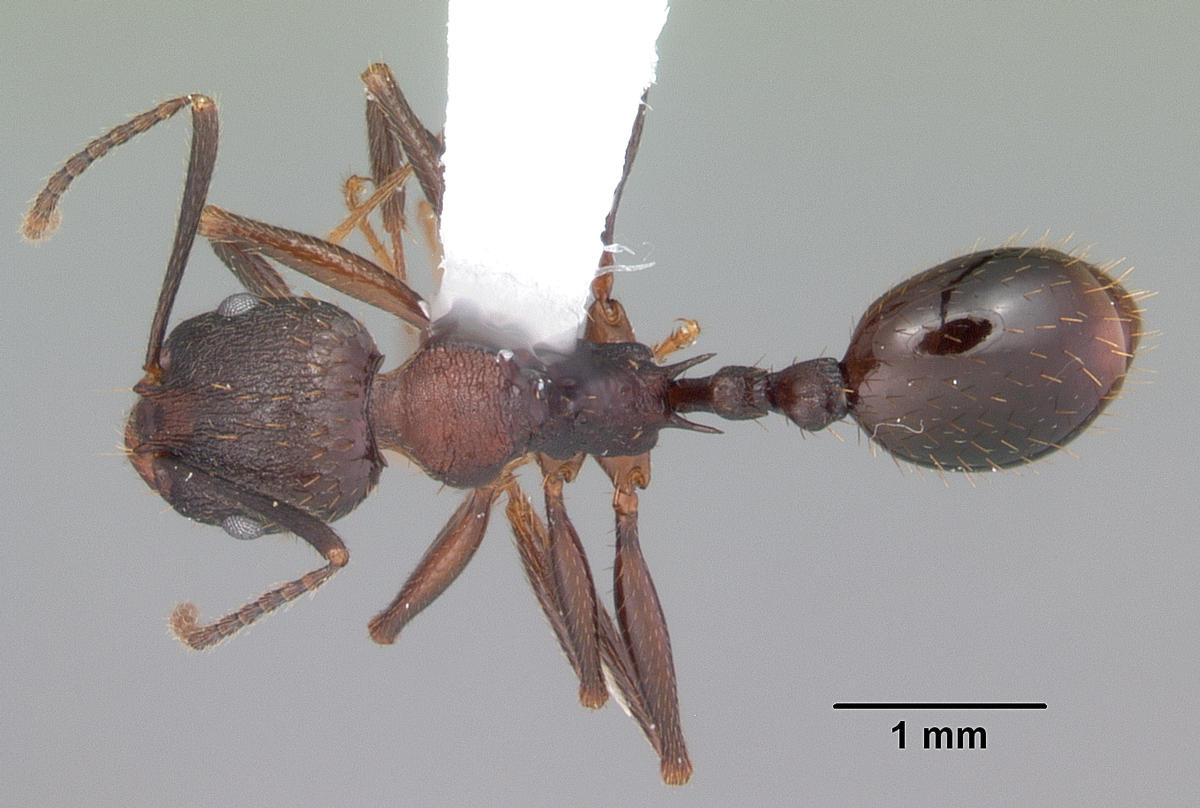
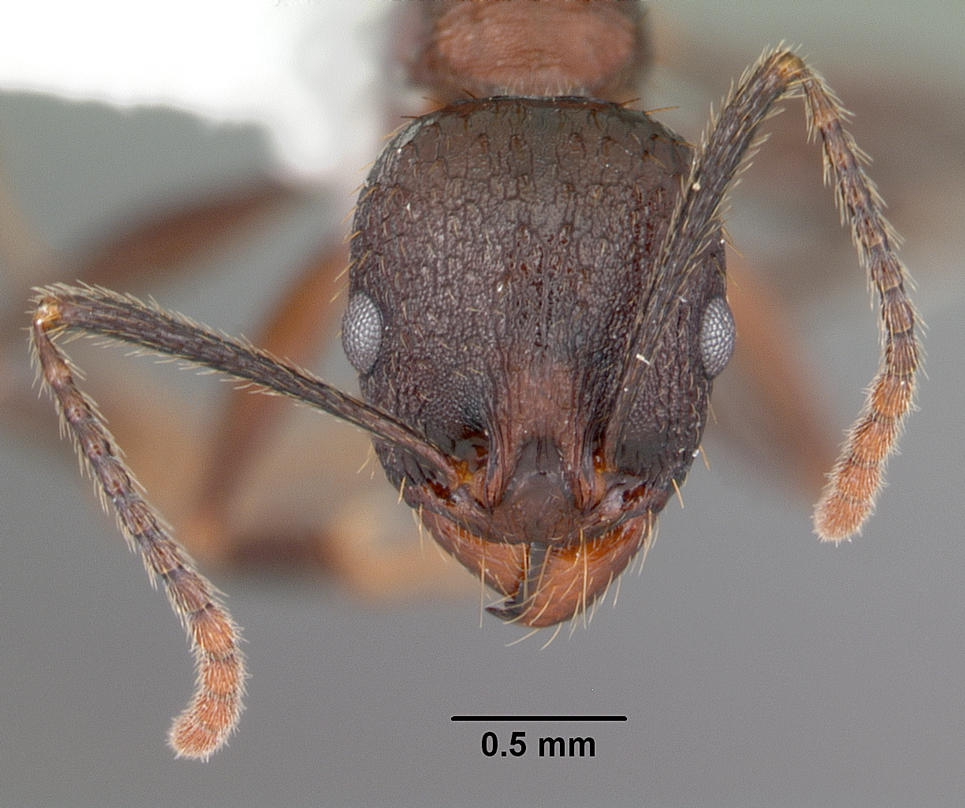
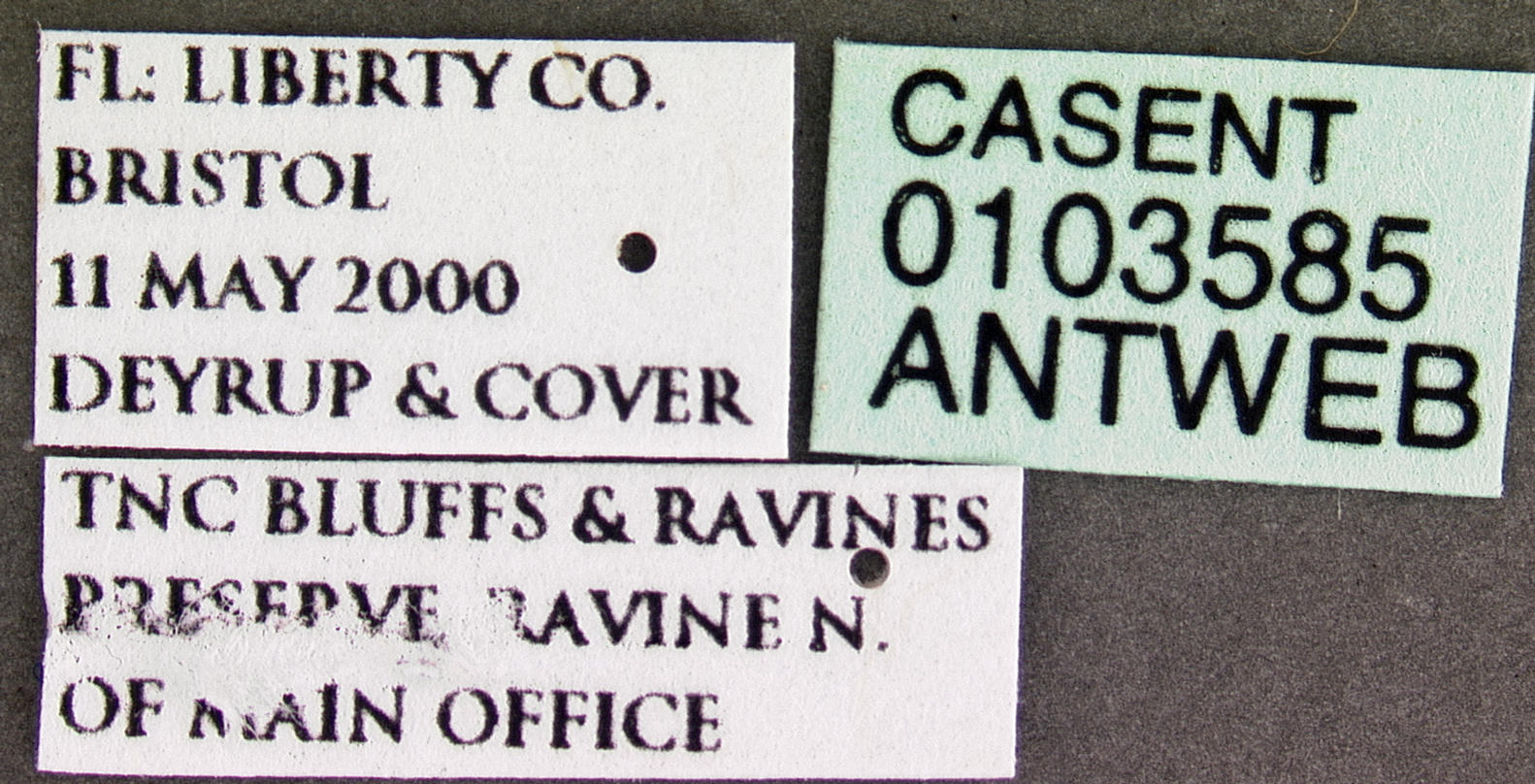
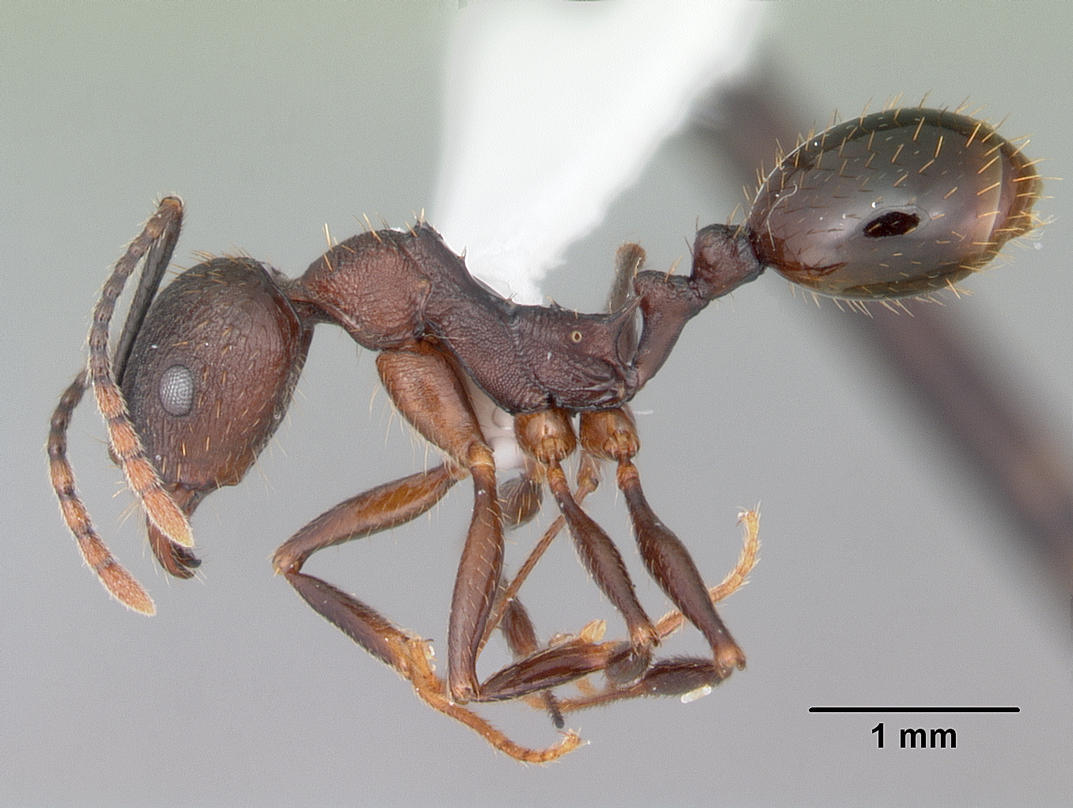
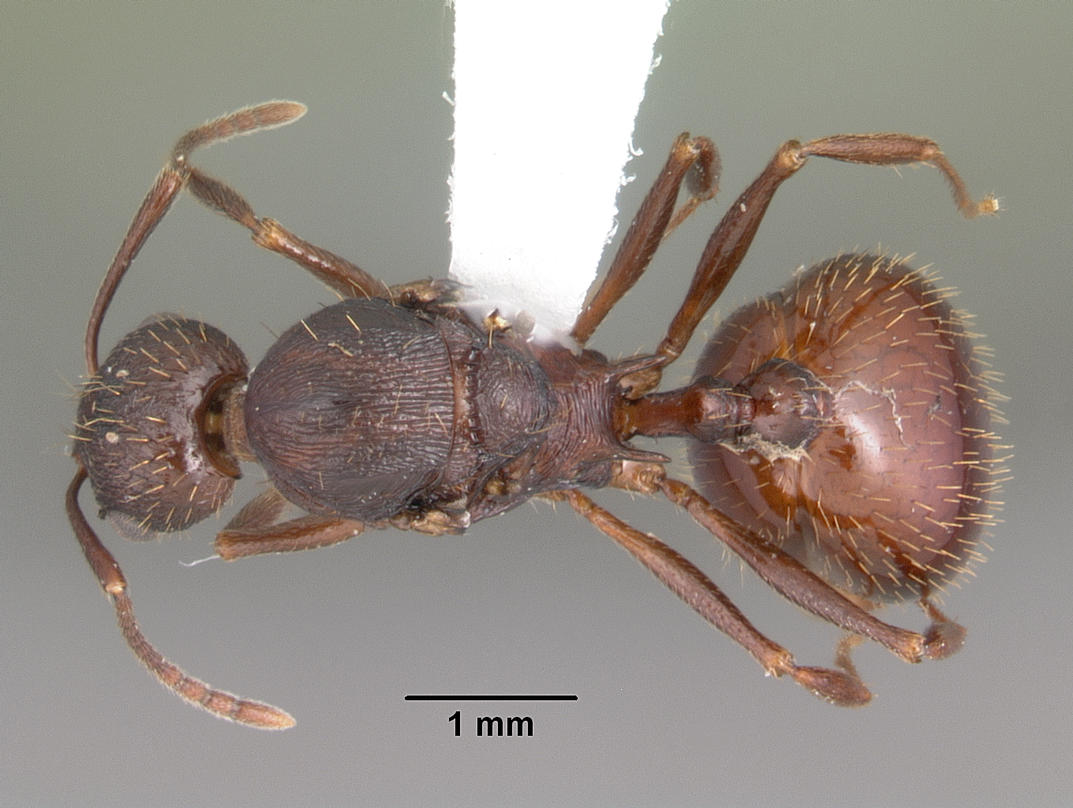
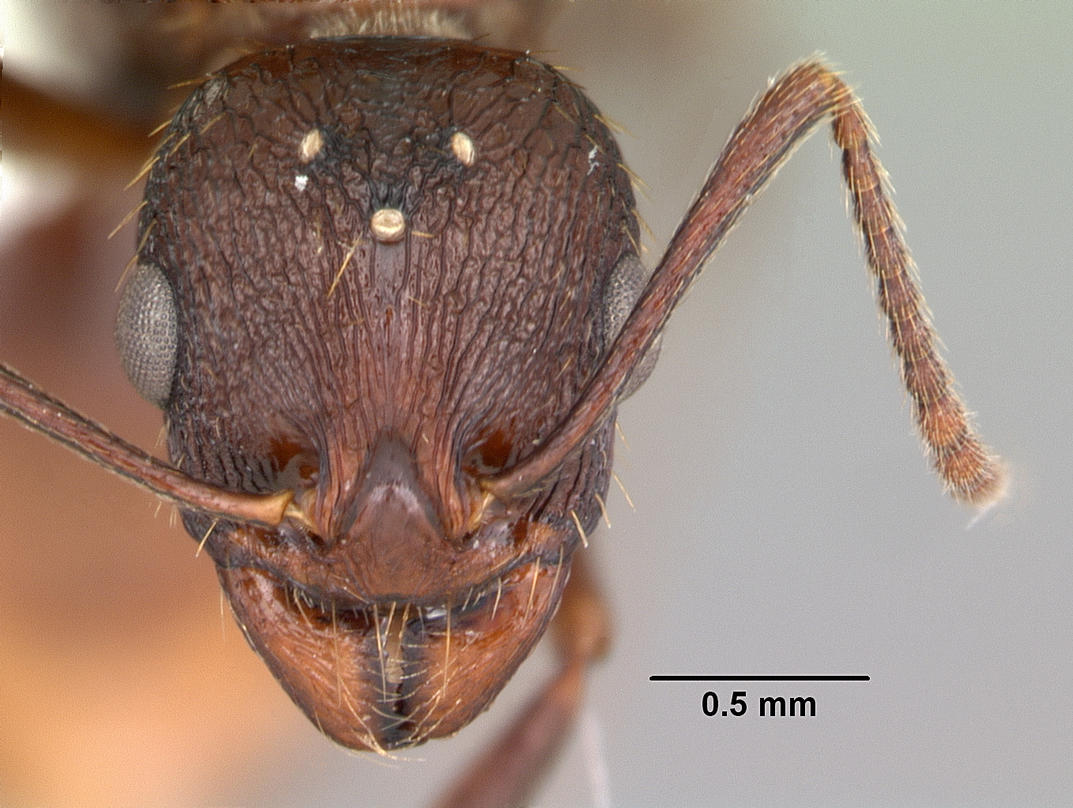